# Nöthnitz (Bannewitz)
Nöthnitz ist ein Dorf in der Gemeinde Bannewitz im Landkreis Sächsische Schweiz-Osterzgebirge, Sachsen.

## Lage
Das zum Ortsteil Bannewitz zählende Nöthnitz liegt nördlich des Hauptortes am Nöthnitzbach, einem Zufluss des Kaitzbaches, in einer eigenen Gemarkung. Durch den Ort verläuft die Bundesstraße 170, im Norden der Gemarkung Nöthnitz befindet sich die Anschlussstelle Dresden-Südvorstadt an der Autobahn 17.

## Geschichte

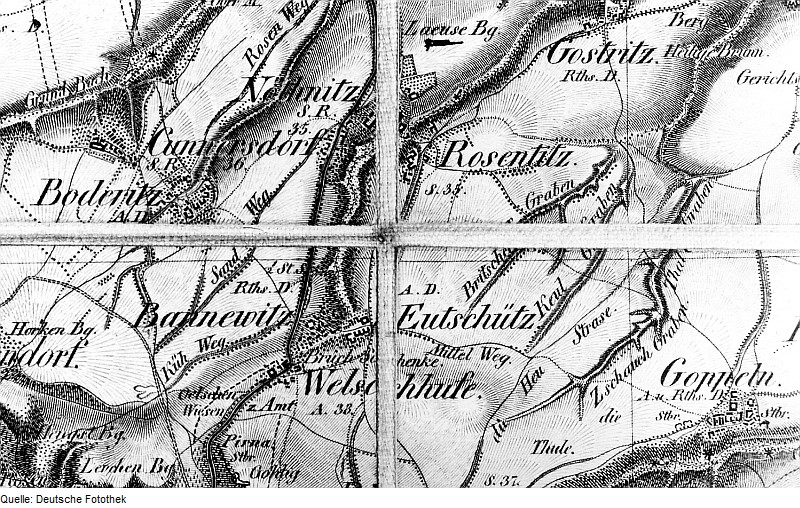
Nöthnitz auf einer Karte aus dem 19. Jahrhundert

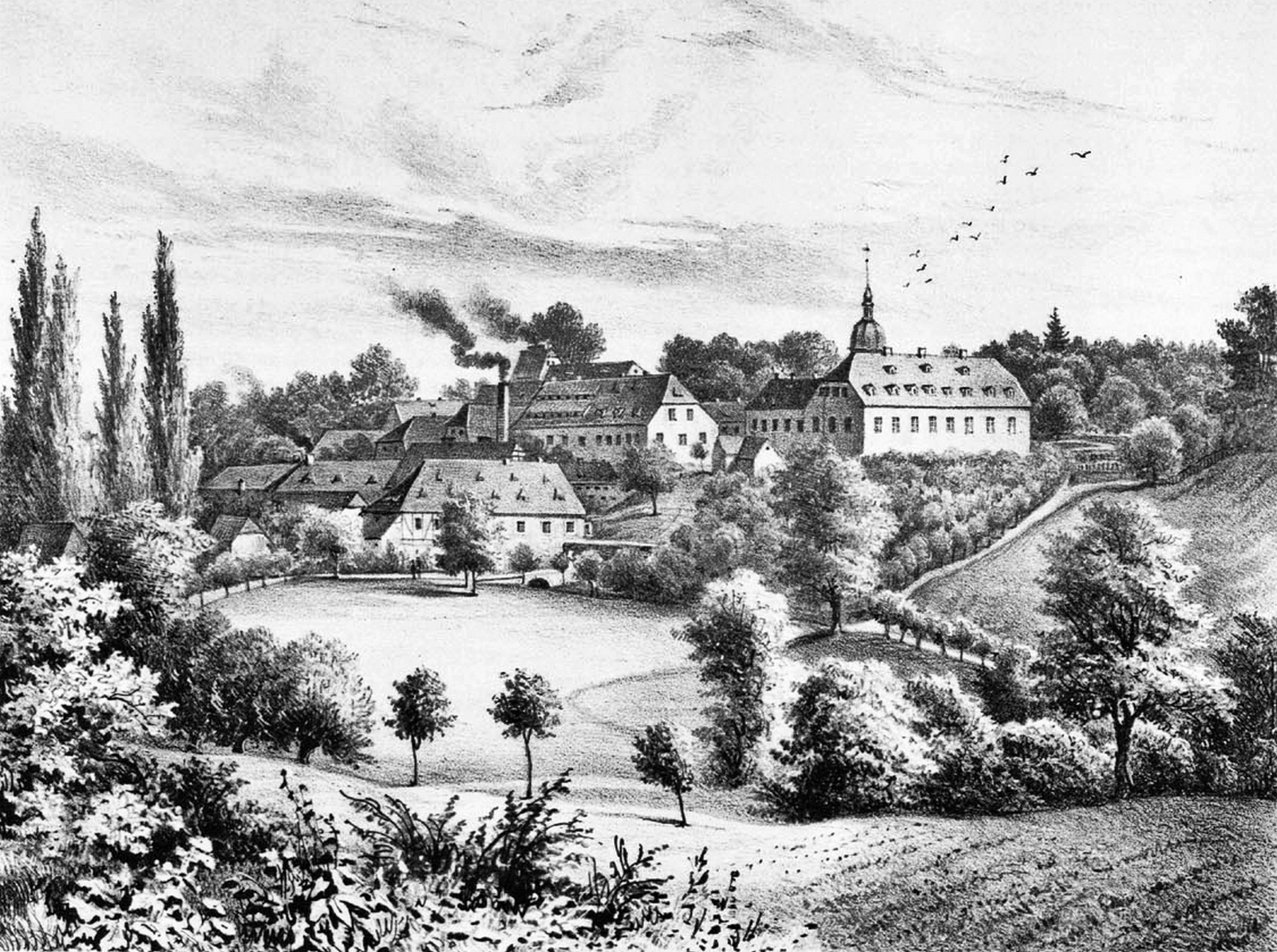
Nöthnitz und Schloss Nöthnitz um 1850

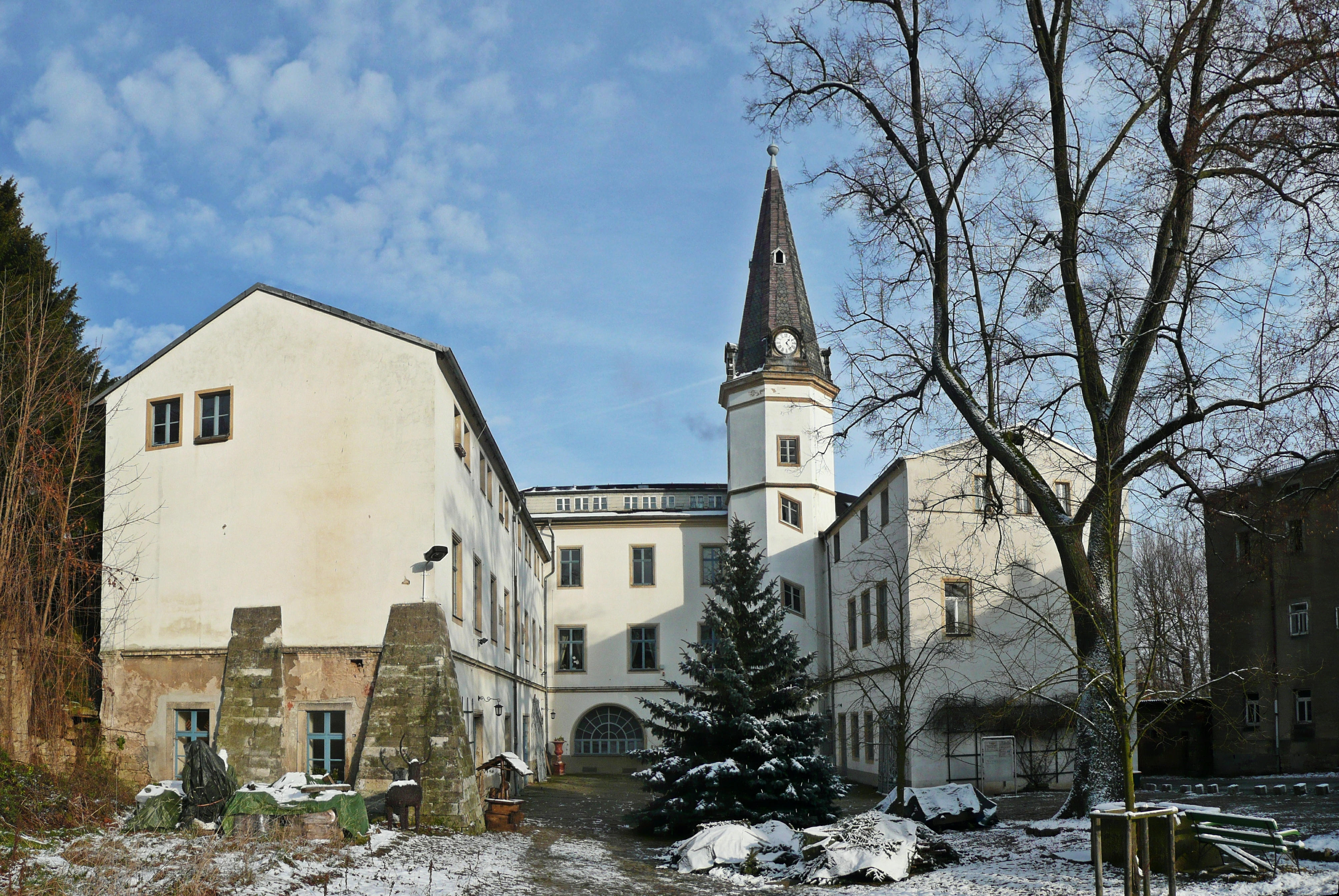
Schloss Nöthnitz (November 2010)

Erstmals urkundlich erwähnt wurde das Dorf im Jahr 1288 als „Netenicz“. Der Ortsname ist altsorbischen Ursprungs und bedeutet „Viehhof“. Für das 15. bis 17. Jahrhundert sind die Formen „Neteritz“, „Nedens“ und „Nötitz“ verbürgt. Nöthnitz wurde als Weiler um einen Rittersitz gebildet, später siedelten sich Häusler auf der 88 Hektar (Stand: 1842) großen Blockflur an. Im Jahr 1453 ging der Grundbesitz vom Bistum Meißen an den sächsischen Kurfürsten über, der ihn als Lehen an Adelsgeschlechter vergab. Im 16. Jahrhundert gehörte Nöthnitz zum Rittergut Lockwitz. Spätestens ab 1540 wurde das Dorf gemeinsam mit dem Vorwerk im benachbarten Rosentitz verliehen, die Gutsherren sind daher jeweils identisch. Um 1630 wurde Schloss Nöthnitz errichtet. Kirchlich gehörte Rosentitz zunächst zur Gemeinde der (alten) Dresdner Frauenkirche, seit 1670 ist es nach Leubnitz eingepfarrt. Um 1900 gab es in Nöthnitz 35 Häuser. Das Rittergut, zu dem 246 Hektar Land gehörten, blieb bis 1914 als Gutsbezirk selbstständig. Im 19. Jahrhundert kam Rosentitz zur Landgemeinde Nöthnitz hinzu, die 1923 wiederum nach Bannewitz eingemeindet wurde.

### Entwicklung der Einwohnerzahl
| Jahr | Einwohner                     |
| ---- | ----------------------------- |
| 1551 | 3 besessene Mann, 12 Inwohner |
| 1764 | 2 besessene Mann, 20 Häusler  |
| 1834 | 206                           |
| 1871 | 356                           |
| 1890 | 438                           |
| 1910 | 591                           |
| 1925 | siehe Bannewitz               |

## Persönlichkeiten

### Söhne und Töchter der Gemeinde
- Otto Uhlig (1902–1984), Arbeitsamtsdirektor

### Persönlichkeiten, die vor Ort gewirkt haben
- Johann Joachim Winckelmann (1717–1768), 1748–1754 als Bibliothekar in Nöthnitz